# جنرال موتورز کانادا
جنرال موتورز کانادا (به انگلیسی: General Motors Canada) شرکت خودروسازی کانادایی است، که از شرکت‌های تابعه جنرال موتورز به‌شمار می‌آید.
شرکت جنرال موتورز کانادا در سال ۱۹۱۸ توسط ویلیام سی. دورانت و ساموئل مکلافین راه‌اندازی شد. دفتر مرکزی این شرکت در شهر اوشاوا، انتاریو قرار دارد و بخشی از سهام آن در بازار بورس نیویورک معامله می‌شود.